# 2-3-0+0-3-2

Колёсная схема паровоза типа 2-3-0+0-3-2

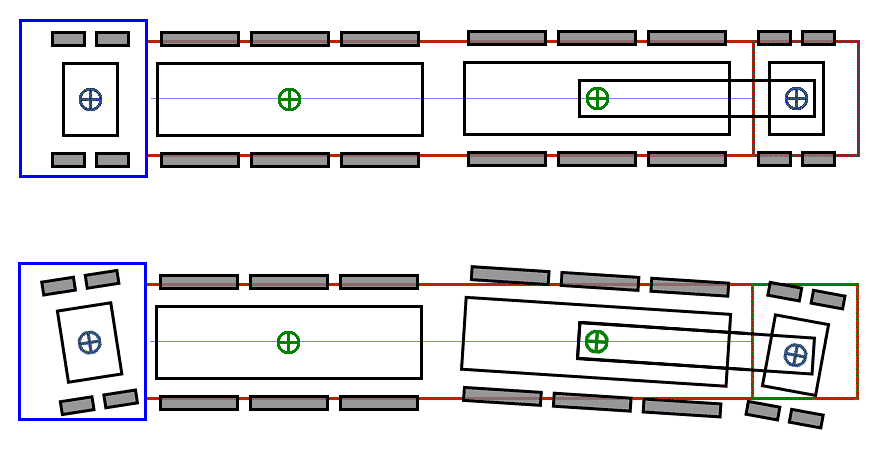
Схема вписывания паровоза типа 2-3-0+0-3-2 в кривые

Тип 2-3-0+0-3-2 — паровоз, экипажная часть которого разделена на две части, передняя из которых включает в себя две бегунковых оси и три движущих (сцепных), а задняя — три движущих и две поддерживающих оси. Все построенные паровозы данного типа относились к сочленённым, у которых передняя группа располагалась на отдельной тележке, а задняя — на основной раме. По сравнению с типом 1-3-0+0-3-1 позволяет лучше уравновесить тяжёлые паровозы по осям, снижая тем самым осевую нагрузку.
Принятые формы условного обозначения:
- Американский — 4-6-6-4
- Французский — 230+032
- Советский — 2-3-0+0-3-2
- Германский — (2’C)C2'

## История

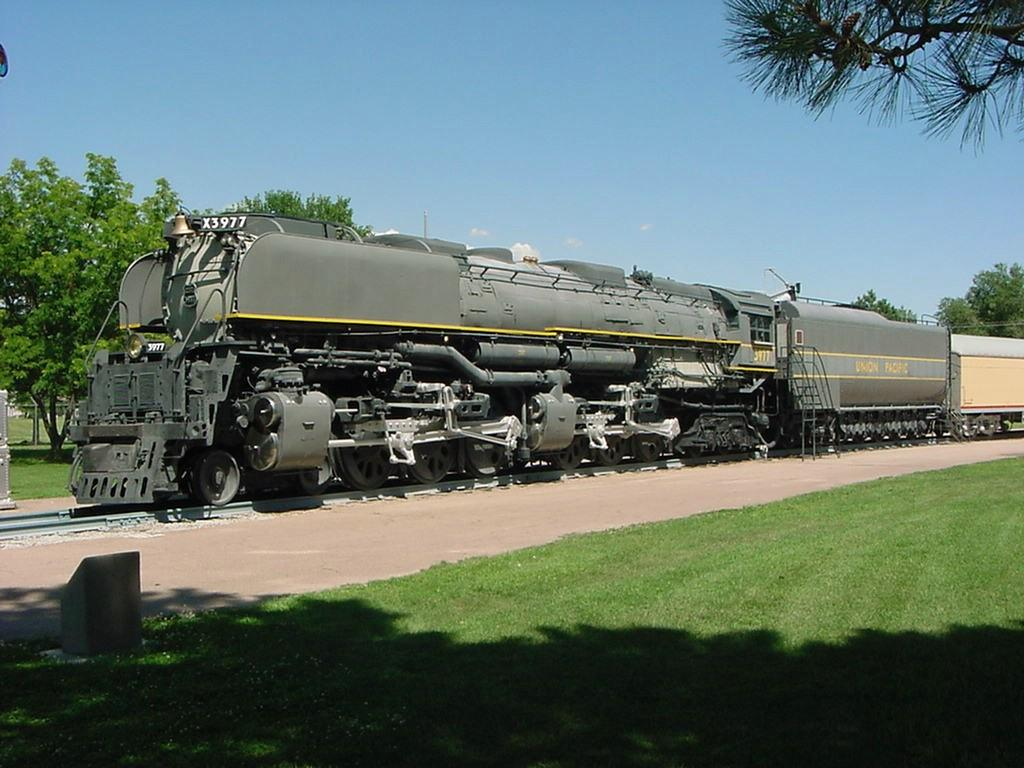
Паровоз UP 3977 на вечной стоянке в городе Норт-Платт

Первым паровозом данного типа был поступивший в 1936 году на дорогу Union Pacific паровоз № 3900 производства ALCO и позже получивший наименование «Challenger» (Челленджер), что и дало название всему типу паровозов, поэтому на Западе паровозы типа 2-3-0+0-3-2 известны также как паровозы типа Челленджер. В то время на Union Pacific активно эксплуатировались паровозы типа 2-6-1, которые имели одну жёсткую раму. Однако Артур Феттер (Arthur H. Fetter), который был главным инженером компании, принял решение от однорамных паровозов перейти к двухрамным. Такое решение позволяло улучшить вписывание паровоза в кривые, и тем самым повысить скорость с 50 (ограничение для паровозов типа 2-6-1) до 70 миль/ч. 25 августа 1936 года состоялась первая обкатка паровоза на дороге, в ходе которой он показал достаточно удовлетворительные результаты, что и привело к решению о серийном заказе. Всего было построено 105 «Челленджеров» пяти модификаций.
Успех от их эксплуатации побудил прочие дороги к заказу аналогичных паровозов, при этом в честь первых паровозов данного типа тип 2-3-0+0-3-2 стал известен также как Челленджер (Challenger locomotive). Всего в общей сложности было выпущено 252 паровоза типа Челленджер, из них 225 паровозов построила компания ALCO, а 27 — Baldwin. Всего паровозы эксплуатировались на 9 дорогах, наибольшим парком (105) обладала дорога Union Pacific.
| Дорога (количество паровозов)                   | Модель | Номера на дороге | Завод   | Годы постройки | Примечание |
| ----------------------------------------------- | ------ | ---------------- | ------- | -------------- | --- |
| Clinchfield Railroad (12 новых, 6 поддержанных) | E-1    | 650-657          | ALCO    | 1942-1943      | |
| Clinchfield Railroad (12 новых, 6 поддержанных) | E-2    | 660-663          | ALCO    | 1947           | |
| Clinchfield Railroad (12 новых, 6 поддержанных) | E-3    | 670-675          | ALCO    | 1943           | Приобретены у D&RGW в 1947 году                                                                                     |
| Delaware and Hudson Railway (40)                | J      | 1500-1539        | ALCO    | 1940-1946      | |
| Denver and Rio Grande Western Railroad (21)     | L-105  | 3700-3709        | Baldwin | 1938           | |
| Denver and Rio Grande Western Railroad (21)     | L-105  | 3710-3714        | Baldwin | 1942           | |
| Denver and Rio Grande Western Railroad (21)     | L-97   | 3800-3805        | ALCO    | 1943           | В 1947 проданы Clinchfield Railroad                                                                                 |
| Great Northern Railway (2 поддержанных)         | Z-6    | 4000-4001        | ALCO    | 1937           | Приобретённые у SP&S 903 и 904; проданы обратно SP&S в марте 1950 и июле 1946 соответственно                        |
| Northern Pacific Railway (47)                   | Z-6    | 5100-5120        | ALCO    | 1936-1937      | |
| Northern Pacific Railway (47)                   | Z-7    | 5121-5126        | ALCO    | 1941           | |
| Northern Pacific Railway (47)                   | Z-8    | 5130-5149        | ALCO    | 1943-1944      | |
| Spokane, Portland and Seattle Railway (8)       | Z-6    | 900-905          | ALCO    | 1937           | Идентичны паровозам Z-6 с NP; 903—904 проданы GN в 1940; выкуплены обратно в январе 1950 и июле 1946 соответственно |
| Spokane, Portland and Seattle Railway (8)       | Z-8    | 910-911          | ALCO    | 1944           | Идентичны паровозам Z-8 с NP                                                                                        |
| Union Pacific Railroad (105)                    | CSA-1  | 3900-3914        | ALCO    | 1936           | позже перенумерованы в 3800-3814                                                                                    |
| Union Pacific Railroad (105)                    | CSA-2  | 3915-3939        | ALCO    | 1937           | позже перенумерованы в 3815-3839                                                                                    |
| Union Pacific Railroad (105)                    | 4664-3 | 3950-3969        | ALCO    | 1942           | |
| Union Pacific Railroad (105)                    | 4664-4 | 3975-3999        | ALCO    | 1943           | |
| Union Pacific Railroad (105)                    | 4664-5 | 3930-3949        | ALCO    | 1944           | |
| Western Maryland Railway (12)                   | M-2    | 1201-1212        | Baldwin | 1940-1941      | |
| Western Pacific Railroad (7)                    | M-100  | 401-407          | ALCO    | 1938           | |

В настоящее время сохранилось всего 2 паровоза данного типа, и они оба относятся к паровозам Challenger модификации 4664-4. Это UP 3977, который стоит на вечной стоянке в городе Норт-Платт (Небраска), а также UP 3985, который всё ещё продолжает эксплуатироваться и на сегодняшний день является самым большим в мире действующим паровозом. Помимо этого сохранился тендер от ещё одного паровоза типа 2-3-0+0-3-2 с дороги D&H. В настоящее время[когда?] идёт его восстановление для эксплуатации с паровозом CPR 2816.